# Toepolev TB-3

TB-3 aanzichten

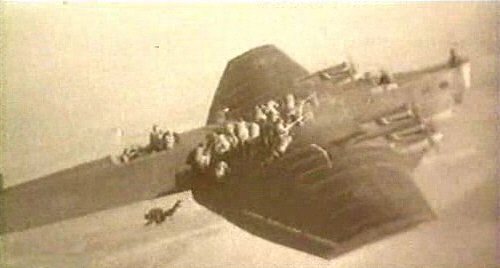
Parachutisten verlaten een TB-3

De Toepolev TB-3 (Russisch: Тяжёлый Бомбардировщик, Tyazholy Bombardirovschik) ook bekend onder de civiele aanduiding ANT-6, was een zware bommenwerper die in de jaren dertig werd gebruikt door de luchtmacht van de Sovjet-Unie. Het was 's werelds eerste zware bommenwerper met cantilevervleugels. Het toestel werd in 1939 officieel uit dienst genomen, maar toch werd het ingezet als bommenwerper en transportvliegtuig gedurende een groot deel van de Tweede Wereldoorlog. Het was de opvolger van de Toepolev TB-1.

## Ontwikkeling en productie
In 1925 kreeg de TsAGI (Russisch: Центра́льный аэрогидродинами́ческий институ́т (ЦАГИ)) of Tsentralniy Aerogidrodinamicheskiy Institut) de opdracht een zware bommenwerper te ontwikkelen. De eisen waren hoog: het moest 3 ton bommen over een afstand van 3000 km kunnen vervoeren met een minimumsnelheid van 200 km/h. Het landingsgestel moest geschikt zijn voor wielen en vlotters. Een afdeling onder leiding van Andrej Toepolev begon met het ontwerpwerk in 1926. De reeds bestaande Toepolev TB-1 werd als basis voor het ontwerp genomen. De TB-3 kreeg tijdelijk vier Curtiss V-1570 "Conqueror"-motoren elk met een vermogen van 590 pk, met de bedoeling over te schakelen naar  M-17 motoren.
Het model werd goedgekeurd op 21 maart 1930 en het eerste prototype kwam op 31 oktober 1930 gereed. Het maakte de eerste vlucht op 22 december 1930 met Mikhail Gromov als testpiloot. Ondanks een bijna-ongeval als gevolg van trillingen werd de testvlucht als succesvol beschouwd. Op 20 februari 1931 keurde de Sovjet-luchtmacht de productie van de TB-3 met de M-17-motoren goed.
De eerst geproduceerde TB-3 4M-17 vloog op 4 januari 1932. De toestellen waren echter ruim 10% zwaarder dan het prototype, hetgeen ten koste ging van de prestaties. Alle arbeiders werden gevraagd voorstellen te doen om het gewicht te verminderen, waarbij ze 100 Russische roebel kregen voor elke kilogram gewichtsbesparing. Alle inspanningen leverden een reductie op van bijna 1000 kilogram. Het vliegtuig was in productie tot 1938 en er werden er ruim 800 van gemaakt. Tijdens de productie werden veel aanpassingen gedaan waardoor de toestellen in detail en prestaties van elkaar afweken. De open cockpit van de eerste versies werd later vervangen door een gesloten cockpit.

## Inzet
De TB-3 werd ingezet tijdens de Slag bij Halhin Gol tegen Japan en in de Winteroorlog met Finland. Hoewel het officieel uit dienst werd genomen in 1939 waren er aan het begin van de oorlog op 22 juni 1941 nog 551 TB-3’s in gebruik, waarvan 25 exemplaren bij de marineluchtvaartdienst van de Sovjet-Unie. Ze waren ver van het westfront gestationeerd waardoor weinigen werden vernietigd tijdens de eerste Duitse luchtaanvallen. Op 23 juni voerden de eerste TB-3's nachtvluchten uit. Door een tekort aan gevechtsklare vliegtuigen werden ze ook overdag ingezet, maar door het gebrek aan een escorte-jagers waren de verliezen als gevolg van vijandelijke jagers en grondvuur hoog. Tot 1943 nam het deel aan alle grote veldslagen, waaronder de eerste Slag om Smolensk, de Slag om Moskou, de Slag om Stalingrad, het Beleg van Leningrad en de Slag om Koersk. Op 1 juli 1945 had het luchtleger nog tien TB-3's in actieve dienst.
Naast de rol als bommenwerper werd de TB-3 gebruikt als vrachtvliegtuig en voor het vervoer van parachutisten. In deze laatste rol kon het 35 soldaten meenemen.
Als erkenning voor de rol die TB-3 speelde in de oorlog, werden drie vliegtuigen opgenomen in de eerste naoorlogse luchtparade op 18 juni 1945. Na de oorlog bleven nog toestellen in gebruik bij Aeroflot als vrachtvliegtuig naar afgelegen bestemmingen in het land.